# Morti nel 1979/Novembre
| Questa pagina contiene informazioni ricavate automaticamente dalle voci biografiche con l'ausilio del template Bio e di un bot. L'aggiornamento è periodico e automatico e ricostruisce completamente la pagina. Se manca una persona in questa lista, sei pregato di non aggiungerla, ma accertati piuttosto che la sua voce biografica contenga il template Bio e che i dati anagrafici siano correttamente compilati. Se il template Bio manca, inseriscilo tu stesso o, in alternativa, metti l'avviso {{tmp\|Bio}} che ne segnala la mancanza. Se i dati riportati sono sbagliati, correggi direttamente la voce biografica; le modifiche saranno visibili in questa lista entro pochi giorni. Per chiarimenti vedi il progetto biografie. La lista contiene solo le 90 persone che sono citate nell'enciclopedia e per le quali è stato implementato correttamente il template Bio. Pagina aggiornata al 3 mar 2024. |

- 1º novembre - Mamie Eisenhower, first lady statunitense (n. 1896)
- 1º novembre - Albert Préjean, attore francese (n. 1894)
- 1º novembre - Dominique Rustichelli, calciatore francese (n. 1934)
- 1º novembre - Saro Urzì, attore italiano (n. 1913)
- 2 novembre - Jacques Mesrine, criminale francese (n. 1936)
- 3 novembre - Raffaele Bendandi, pseudoscienziato italiano (n. 1893)
- 3 novembre - Paolo Carlini, attore italiano (n. 1922)
- 4 novembre - János Dudás, calciatore ungherese (n. 1911)
- 4 novembre - Jurij Krylov, hockeista su ghiaccio sovietico (n. 1930)
- 4 novembre - Enrico Longinotti, imprenditore e dirigente sportivo italiano (n. 1912)
- 4 novembre - Paolo Suraci, politico italiano (n. 1897)
- 5 novembre - Al Capp, fumettista statunitense (n. 1909)
- 5 novembre - Amedeo Nazzari, attore italiano (n. 1907)
- 5 novembre - Lisa Regnell, tuffatrice svedese (n. 1887)
- 5 novembre - Jean Rigal, allenatore di calcio e calciatore francese (n. 1890)
- 6 novembre - Luis Mayanés, calciatore cileno (n. 1925)
- 6 novembre - Cecil Purdy, scacchista australiano (n. 1906)
- 6 novembre - Alberto Rossi Longhi, diplomatico italiano (n. 1895)
- 7 novembre - Harald Gundersen, calciatore norvegese (n. 1905)
- 8 novembre - Wilfred Bion, psicoanalista britannico (n. 1897)
- 8 novembre - Giovanni Girgenti, scrittore e drammaturgo italiano (n. 1897)
- 8 novembre - Rudolf Rominger, sciatore alpino svizzero (n. 1908)
- 8 novembre - Aristide Sartor, canottiere italiano (n. 1923)
- 8 novembre - Yvonne de Gaulle, first lady francese (n. 1900)
- 9 novembre - Lewis Charles, attore statunitense (n. 1920)
- 10 novembre - Giovanni Bellissima, carabiniere italiano (n. 1955)
- 10 novembre - Salvatore Bologna, carabiniere italiano (n. 1938)
- 10 novembre - Amina Pirani Maggi, attrice italiana (n. 1892)
- 10 novembre - Domenico Marrara, carabiniere italiano (n. 1929)
- 10 novembre - Friedrich Torberg, scrittore e traduttore austriaco (n. 1908)
- 11 novembre - Charles Humez, pugile francese (n. 1927)
- 11 novembre - Álvaro Ribeiro, atleta brasiliano (n. 1901)
- 11 novembre - Dimitri Tiomkin, musicista, pianista e compositore russo (n. 1894)
- 11 novembre - Giuseppe Zwirner, matematico e antifascista italiano (n. 1904)
- 12 novembre - Gavriil Nikolaevič Veresov, scacchista sovietico (n. 1912)
- 13 novembre - Josef Altstötter, funzionario tedesco (n. 1892)
- 13 novembre - Freda Betti, mezzosoprano francese (n. 1924)
- 13 novembre - Moose Goheen, hockeista su ghiaccio statunitense (n. 1894)
- 13 novembre - Erminio Sertorelli, fondista italiano (n. 1901)
- 13 novembre - Frank Wallace, calciatore statunitense (n. 1922)
- 14 novembre - Bernardo Loddo, virologo italiano (n. 1926)
- 15 novembre - Umberto Morucchio, drammaturgo e scrittore italiano (n. 1893)
- 15 novembre - Hugo Vondřejc, pallanuotista cecoslovacco (n. 1910)
- 16 novembre - Nicola Basile, politico e scrittore italiano (n. 1883)
- 17 novembre - Mario Balistreri, mafioso statunitense (n. 1901)
- 17 novembre - Sixto Escobar, pugile portoricano (n. 1913)
- 17 novembre - John Glascock, bassista britannico (n. 1951)
- 17 novembre - Immanuil Velikovskij, psicologo, sociologo e scrittore sovietico (n. 1895)
- 18 novembre - Grace Frick, traduttrice statunitense (n. 1903)
- 18 novembre - Pio Roberto Mazza, calciatore italiano (n. 1906)
- 19 novembre - Dorothy Burlingham, psicoanalista statunitense (n. 1891)
- 19 novembre - Paulo Ghiglia, pittore italiano (n. 1905)
- 19 novembre - Francis Rose, pittore inglese (n. 1909)
- 19 novembre - Jean Snella, allenatore di calcio e calciatore francese (n. 1914)
- 19 novembre - Étienne Souriau, filosofo francese (n. 1892)
- 20 novembre - Achille Corona, politico e giornalista italiano (n. 1914)
- 21 novembre - Maurizio Arena, attore, regista e sceneggiatore italiano (n. 1933)
- 21 novembre - Vittorio Battaglini, carabiniere italiano (n. 1935)
- 21 novembre - Mario Tosa, carabiniere italiano (n. 1953)
- 22 novembre - Frans de Bruijn Kops, calciatore olandese (n. 1886)
- 22 novembre - Giuseppe Miroglio, imprenditore italiano (n. 1886)
- 22 novembre - Josef Oberhauser, ufficiale e criminale di guerra tedesco (n. 1915)
- 22 novembre - Eugenio Prati, scultore e pittore italiano (n. 1889)
- 22 novembre - Tito A. Spagnol, scrittore, giornalista e regista italiano (n. 1895)
- 23 novembre - Eugene Gire, fumettista, sceneggiatore e illustratore francese (n. 1906)
- 23 novembre - Salvatore Maresca, calciatore italiano (n. 1908)
- 23 novembre - Aurelio Menegazzi, ciclista su strada e pistard italiano (n. 1900)
- 23 novembre - Merle Oberon, attrice britannica (n. 1911)
- 23 novembre - Romolo Raschi, ingegnere e politico italiano (n. 1887)
- 23 novembre - Judee Sill, cantautrice statunitense (n. 1944)
- 24 novembre - Reg Armstrong, pilota motociclistico irlandese (n. 1928)
- 24 novembre - Jean Mohamed Ben Abdejlil, orientalista e islamista marocchino (n. 1904)
- 24 novembre - Jo Eshuijs, calciatore olandese (n. 1885)
- 24 novembre - Ralph Greenson, psichiatra e psicoanalista statunitense (n. 1911)
- 24 novembre - Giovanni Perni, avvocato e politico italiano (n. 1894)
- 25 novembre - Reo Fortune, antropologo neozelandese (n. 1903)
- 25 novembre - Hermann Gehri, lottatore svizzero (n. 1899)
- 26 novembre - Marcel L'Herbier, regista, poeta e musicista francese (n. 1888)
- 27 novembre - Begum Jahan Shah Nawaz Ara, politica e attivista pakistana (n. 1896)
- 27 novembre - Jerome Cavanagh, politico statunitense (n. 1928)
- 27 novembre - Walter Dietrich, calciatore e allenatore di calcio svizzero (n. 1902)
- 27 novembre - Francesco Menzio, pittore italiano (n. 1899)
- 27 novembre - Domenico Taverna, poliziotto italiano (n. 1921)
- 28 novembre - Giuseppe Sordini, musicista italiano (n. 1899)
- 29 novembre - Otello Marilli, politico italiano (n. 1915)
- 29 novembre - Zeppo Marx, attore, comico e imprenditore statunitense (n. 1901)
- 30 novembre - Gabrielle Dorziat, attrice francese (n. 1880)
- 30 novembre - Dick Huemer, animatore, regista e sceneggiatore statunitense (n. 1898)
- 30 novembre - Pedro Lazaga, regista e sceneggiatore spagnolo (n. 1918)
- 30 novembre - Vincenzo Poletti, presbitero, antifascista e saggista italiano (n. 1906)